# AWAY: Journey to the Unexpected
『AWAY: Journey to the Unexpected』は、フランスのインディーゲームスタジオAurelien Regard Gamesが開発した一人称視点の3Dアクションアドベンチャーゲーム。

## システム
主人公の少年の自宅を拠点として、4か所あるフィールドのいずれかに向かう。ゲーム開始当初に行けるのは1か所のみで、ゲームの進行により行ける場所が増える。フィールド上に点在している3つの小規模ダンジョンをクリアするとメインダンジョンの入り口が開き、内部にいるボスを倒せばそのフィールドのクリアとなる。なお、ダンジョン内の構造、敵の配置、スタート地点などは、プレイごとに複数のパターンからランダムで選択され、ゲームオーバー後の再プレイ時にはクリア状況が全てリセットされる。
フィールド上では、キューブ型のアイテム「フレンドキューブ」が最大3個まで手に入り、これを持った状態でフィールド上の様々なキャラクター（後述）に話しかけて会話中の選択肢で適切な項目を選ぶと仲間に加えることができる。ただし、選択を誤るとその冒険中は仲間にできない。仲間の初加入時には画面上の星印の数が加算され、これが増えるごとに、主人公の自宅などにある施錠された扉が開く。星印が最大数の8になると、最終ボスがいる部屋に入れるようになる。ゲームオーバー後の再プレイ時にはフレンドキューブを再度集める必要があるが、星印の数は引き継がれる。
冒険中には主人公と各種仲間キャラクターの操作を切り替えることができる。仲間キャラクターがそれぞれ持つ「エナジー」のゲージは、敵からの攻撃でダメージを受けた時と技の使用時に減少し、ゲージが尽きると冒険中にそのキャラクターが使用不可になる。
主人公のライフが尽きるとゲームオーバーになる。ゲームオーバー後の画面では敵を倒した際に手に入る経験値がまとめて加算され、一定値に達してレベルアップすると、技の習得やライフの最大値の上昇、小規模ダンジョンをクリアしなくてもメインダンジョンに直接入れる鍵の入手といった特典が得られる。この後、主人公の自宅からゲームが再開される。

## 操作キャラクター
主人公
行方不明の両親を捜すために冒険する少年。名前はゲーム開始時に任意の英語名を設定する。棍棒による近接攻撃のほか、店やダンジョンで手に入る花火を投擲武器として用いる。また、レベルアップにより、力を溜めた後に強力な攻撃を放つチャージアタックと盾による防御を習得する。
アーネスト（Ernestin）
魔法使いの老人。杖の先から火球を前方に発射して攻撃する。
ウッディ（Woody）
頭に種を乗せた木の怪物。種を前方に放り投げ、落下場所の周囲に爆弾が設置される。
ラビワークスマネージャー（Labiworker）
建設会社「ラビワークス」の社員で、体の一部が怪物化している。本名はマイク・スムースマン（Mike Smoothman）。レンチで殴る強力な近接攻撃を行う。
賞金稼ぎ（Bounty Hunter）
腕利きのガンマン型ロボット。銃による遠距離攻撃を行う。
ライトハート（LightHeart）
腹を銃で撃たれ穴が開いているコウモリ。ライフを回復するハートを放出する。
ロロボット（Bro-bot）
ラビワークスの警備ロボット。ミサイルを複数発射して大ダメージを与える。
サラ（Sarah）
かつて建築家だったスケルトン。地面に複数のブロックを配置し敵を足止めできる。
クールキッド（Cool Kid）
暑さで溶けかけているアイスバー。氷を放って敵を凍らせ動きを封じる。

## 主題歌
AWAY
歌：真白彩、作詞：ぼうきち、作曲：成瀬和彦（なると）
"AWAY" ENDING THEME
歌：真白彩 feat. Clotilde Chevalier、作詞：Aurelien Regard & 真白彩、作曲：成瀬和彦、ギター：ニッキー

## 開発
本作のプロジェクトは主に2人の開発者により行われ、移植に携わったプログラマーを含めると5人になる。開発者の一人であるAurélien Regardは以前にアクションレーシングゲーム『The Next Penelope』を手掛けており、これは本人曰く、主に自分自身とレトロ志向の強い少数の特定ユーザー向けに作ったニッチなゲームだったが、開発に3年間取り組んだ後、誰もがプレイできるものを試してみたいという思いと、当時の気楽な気分に合う何かに取り組みたいという考えに至り、本作のプロジェクトが始まった。
本作のアートスタイルはRegardが子供のころに見ていた日本のアニメの影響があり、Régardは日本とフランスのアニメーションを組み合わせたものと語っている。また、オープニングムービーは、東京でアニメーションの仕事をしているRegardの友人が7か月をかけて1人で制作している。